# Bucheon
Bucheon (hangul 부천시, hanja 富川市) är en stad i den sydkoreanska provinsen Gyeonggi. Den är en förort till Seoul och har 842 788 invånare (31 dec 2020) på en yta av 53 kvadratkilometer.
Två av Seouls tunnelbanelinjer passerar genom kommunen. Fem stationer på linje 1 och sex stationer på linje 7 ligger i Bucheon.

## Indelning
Det här avsnittet är helt eller delvis baserat på material från  koreanskspråkiga Wikipedia, 부천시의 행정 구역, 3 mars 2020.
Fram till 2016 var Bucheon indelat i tre stadsdistrikt; Ojeong-gu, Sosa-gu och Wonmi-gu. Dessa var i sin tur uppdelade i administrativa och legala stadsdelar, haengjeongdong och beopjeongdong.
Sedan en administrativ reform 2016 delas Bucheon in i tio administrativa stadsdelar. De legala stadsdelar kvarstår och tillhör ett eller flera administrativa stadsdelar.

### Administrativa stadsdelar

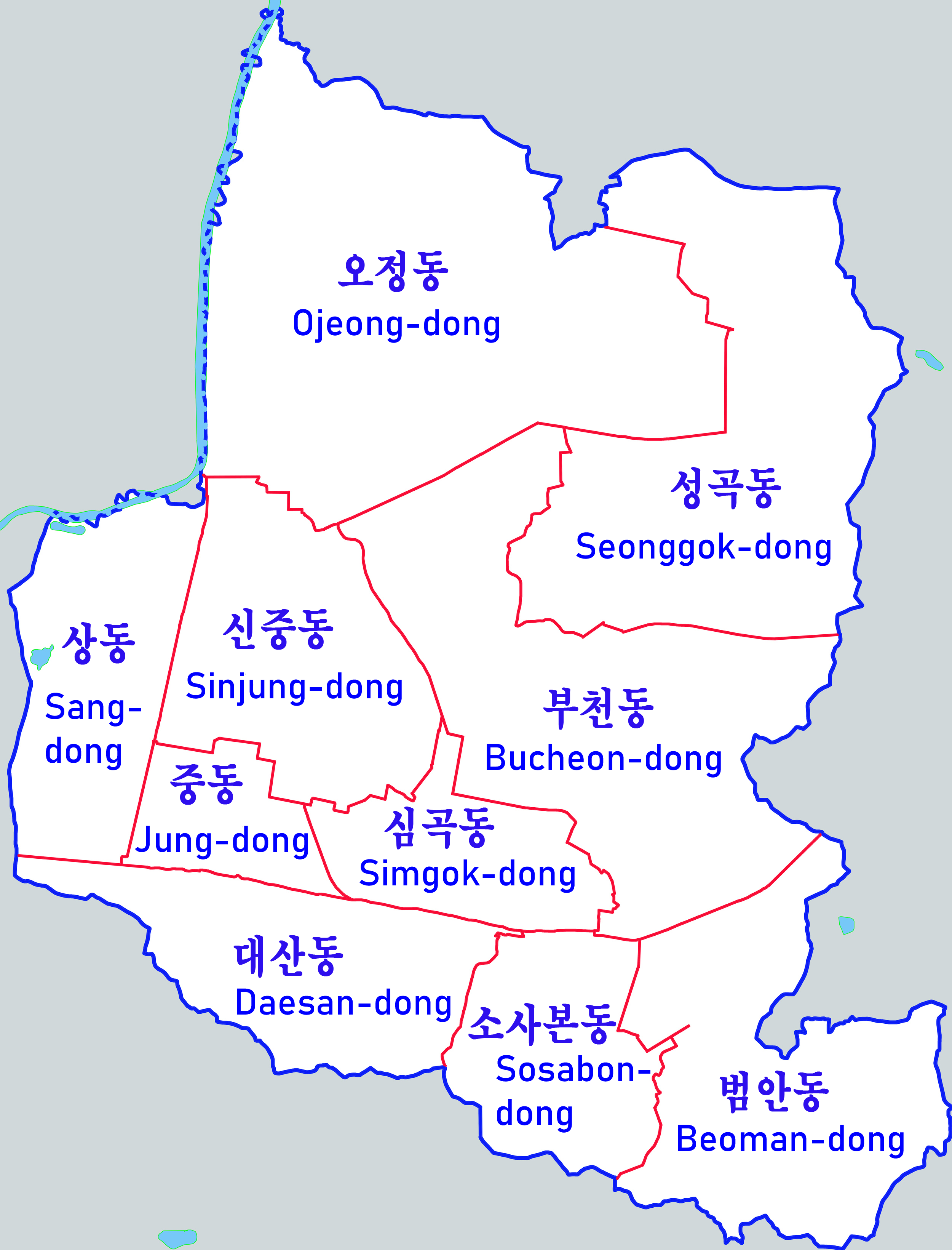

| Namn          | Hangul   | Hanja  | Yta (km²) | Invånare 31 dec 2020 |
| ------------- | -------- | ------ | --------- | -------------------- |
| Beoman-dong   | 범안동   | 範安洞 | 5,73      | 98 103               |
| Bucheon-dong  | 부천동   | 富川洞 | 8,13      | 93 505               |
| Daesan-dong   | 대산동   | 大山洞 | 4,08      | 86 554               |
| Jung-dong     | 중동     | 中洞   | 1,85      | 43 061               |
| Ojeong-dong   | 오정동   | 梧亭洞 | 12,40     | 88 865               |
| Sang-dong     | 상동     | 上洞   | 3,69      | 86 910               |
| Seonggok-dong | 성곡동   | 城谷洞 | 7,64      | 84 785               |
| Simgok-dong   | 심곡동   | 深谷洞 | 2,55      | 69 571               |
| Sinjung-dong  | 신중동   | 新中洞 | 4,36      | 132 661              |
| Sosabon-dong  | 소사본동 | 素砂洞 | 3,02      | 98 103               |
| Total         | Total    | Total  | 53,45     | 842 788              |